# 美和神社 (瀬戸内市長船町福里)
美和神社（みわじんじゃ）は、岡山県瀬戸内市長船町福里にある神社。祭神は大物主命。式内小社の論社で、長船町内にはもう一社同名の美和神社がある。社格は村社。美和大明神とも呼ばれる。

## 概要
社伝によれば、奈良県桜井市の大神神社から勧請されたと伝えられている。勧請年代は不明である。また、長船町東須恵の美和神社から分祀したとの言い伝えもある。
『延喜式神名帳』、『備前國式社考』によれば神階は従三位、応永（1394年 - 1427年）・明応（1492年 - 1501年）の神階記によれば正三位となっている。
口伝によれば、神社は一時期廃絶していたが江戸時代の延享3年（1746年）に岡山藩に対し再興を願い出た。翌、延享4年（1747年）延喜式神名帳に名を連ねる古社であるとの理由から、藩主・池田継政より江戸幕府に再興伺いを提出した。これにより寛延2年（1749年）神社の再興が成ったとされる。
明治時代になり神社明細帳編成の際に式外社と改められた。明治政府は長船町東須恵の美和神社を式内社であるとした。